# 皮亚尼加
皮亚尼加（義大利語：Pianiga），是意大利威尼托大区威尼斯省的一个市镇。总面积20平方公里，人口11737人，人口密度586.9人/平方公里（2009年）。国家统计（ISTAT）代码为027028。